# NGC 5657
NGC 5657 (другие обозначения — UGC 9335, MCG 5-34-60, MK 814, ZWG 163.69, IRAS14285+2924, PGC 51850) — спиральная галактика с перемычкой (SBb) в созвездии Волопас.
В галактике наблюдается повышенное ультрафиолетовое излучение, и потому её относят к галактикам Маркаряна. Причиной является всплеск звездообразования из-за взаимодействия с соседними галактиками.
Этот объект входит в число перечисленных в оригинальной редакции «Нового общего каталога».